# Lisenser Spitze
De Lisenser Spitze is een 3230 m hoge berg in de Stubaier Alpen in Tirol, Oostenrijk. De bergtop ligt ten noordwesten van het Stubaital, aan het einde van het Lüsenstal, een zijdal van het Sellraintal, iets ten zuidwesten van de Lisenser Fernerkogel. De gletsjer Rotgratferner scheidt beide bergtoppen.
Uitgangspunt voor beklimmingen van de top is net als voor veel omliggende bergen de Franz Senn Hütte vanwaaruit een klimtocht over gletsjers, sneeuw en rotsen naar de top voert.